# 번짧은꼬리반디쿠트쥐
번짧은꼬리반디쿠트쥐(Nesokia bunnii)는 쥐과에 속하는 설치류의 일종이다. 이라크 남동부 지역의 습지에서만 발견된다.